# Mil-folhas
O mil-folhas ou napoleão é o nome que em Portugal serve para denominar dois tipos de doce: inspirado no francês mille-feuille e no Napoleão, de origem russa, criado em 1912 com clara influência da pastelaria francesa. De grandes ou pequenas dimensões, é feito com massa folhada e recheado com um creme.

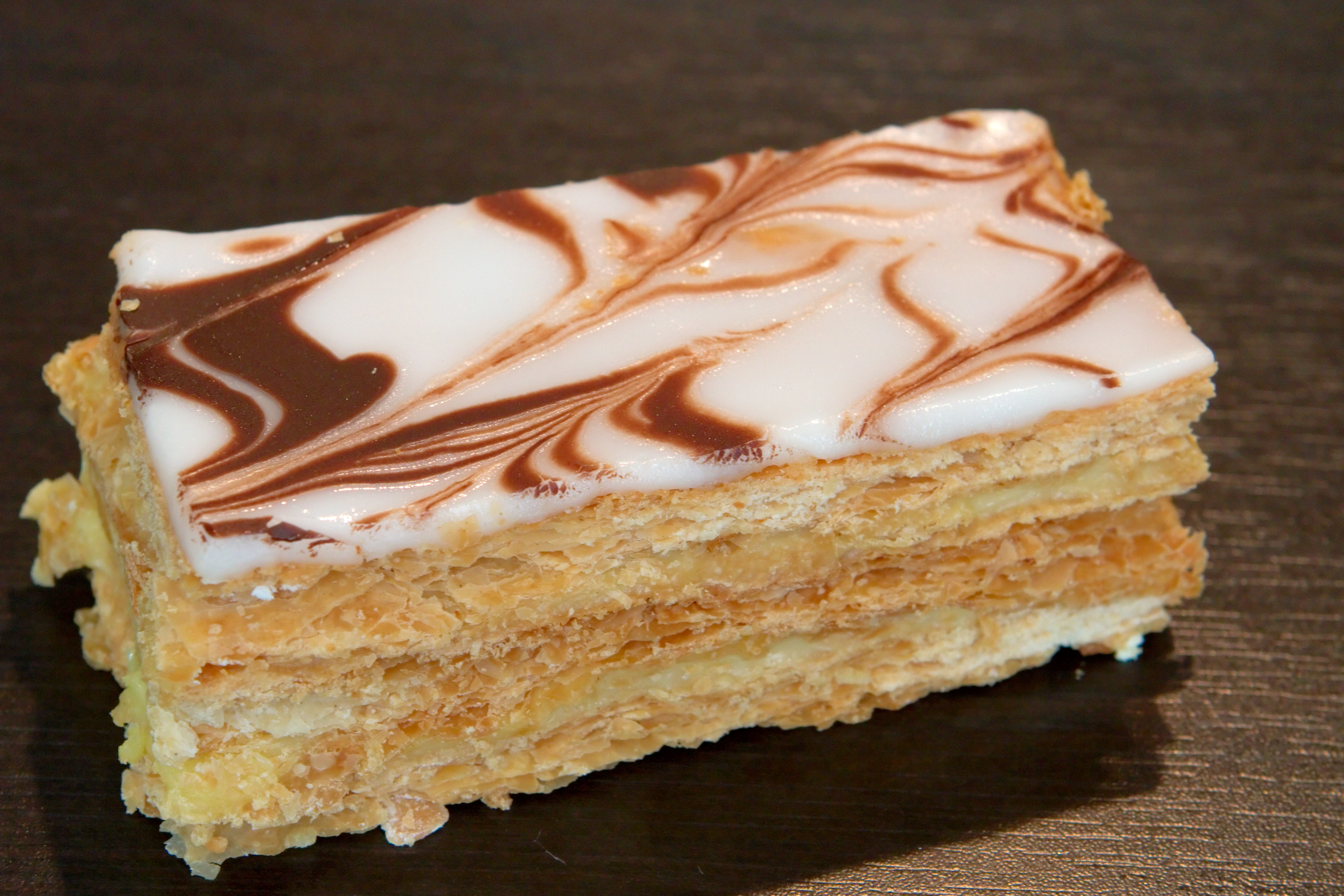
Este bolo em Lisboa chama-se mil-folhas e no Porto tem o nome de Napoleão.

Em Portugal é um doce muito apreciado, normalmente individual, coberto com uma camada de açúcar com pinceladas de chocolate, e o recheio do napoleão é constituído por um creme pasteleiro, ao qual se juntam natas e doce de ovos. Na cidade do Porto este doce tem o nome de Napoleão.
Se se pedir um mil-folhas no Porto, é servido algo um pouco diferente, um doce com duas camadas de massa folhada que são recheadas de uma massa branca à base de claras e açúcar, que no centro e sul de Portugal tem o nome de russo ou russo folhado.

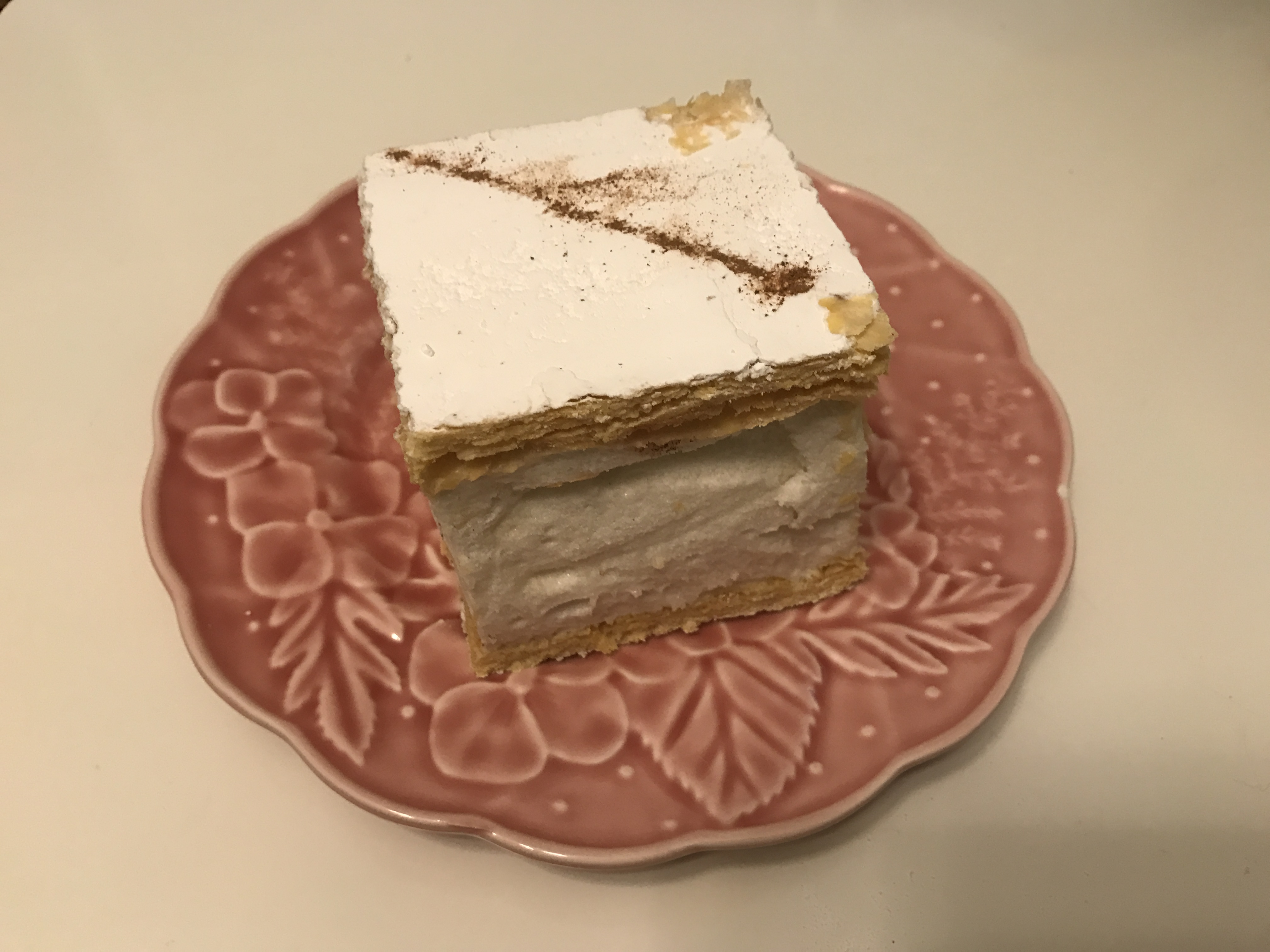
Este bolo chama-se mil-folhas no Porto e no centro e sul de Portugal tem o nome de russo ou russo folhado.

No Brasil, esse doce é também muito popular, geralmente individual, recheado com creme de baunilha ou de doce de leite e polvilhado com açúcar de confeiteiro, sendo comummente encontrado em padarias e confeitarias.